# Fjällbacka
Fjällbacka est une petite ville de Suède, de la commune de Tanum, comté de Västra Götaland. À l'origine un port de pêche, de la côte ouest en face de l'archipel de Fjällbacka. La commune est aujourd'hui principalement une station balnéaire estivale.
Blottie contre une falaise, la ville est située au fond d'une petite anse, protégée de la mer par l'îlot de Valö (sv).
La commune se situe approximativement à 150 km au nord de Göteborg, à 165 km au sud d'Oslo et à 520 km à l'ouest de Stockholm.

## Personnalités liées à la commune

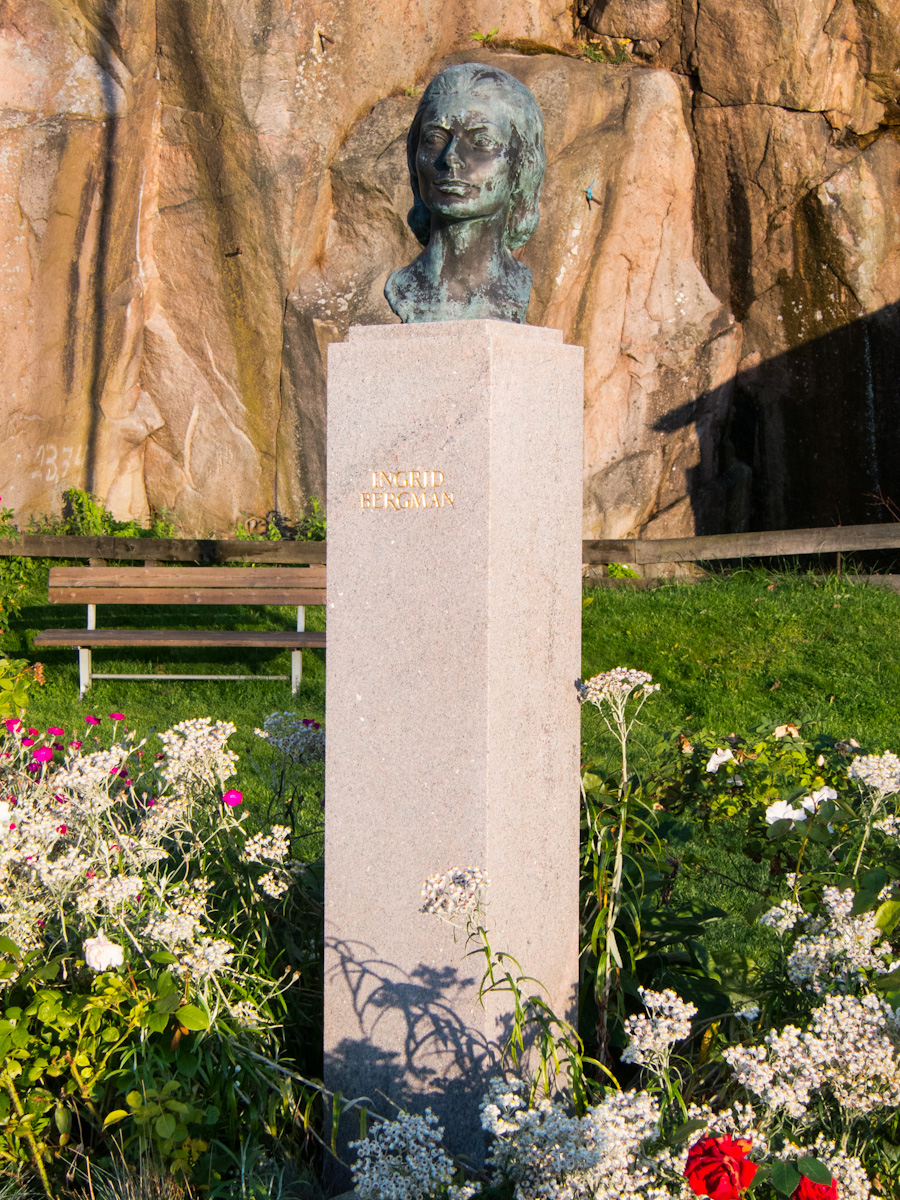
Buste d'Ingrid Bergman à Fjällbacka.

Ingrid Bergman a souvent séjourné dans cette ville. Une partie de ces cendres y a été dispersée dans la mer. Un buste lui rend hommage sur la rue principale.
Aujourd'hui, la romancière Camilla Läckberg, qui y est née, situe une grande part de l'intrigue de ses romans dans ce petit port.

## Économie
Les bateaux pêchent essentiellement des homards, écrevisses, huîtres et crabes[réf. souhaitée].
Fjällbacka dispose de quatre hôtels.